# Wiederveröffentlichung
Eine Wiederveröffentlichung (englisch Re-Release oder Reissue) ist eine erneute Publikation eines Tonträgers, Films oder eines Videospiels.
Gründe für eine Wiederveröffentlichung können eine erweiterte Fassung des Originals – z. B. mit zusätzlichen Liedern – oder ein Wechsel des Plattenlabels sein, welches die älteren Alben des Interpreten neu veröffentlicht. Eine Wiederveröffentlichung mit neuen Liedern wird oft relativ zeitnah zur Originalausgabe publiziert, um den Konsum erneut zu stimulieren und um eine eventuelle Chartplatzierung zu begünstigen. Ferner werden oftmals Aufnahmen minderer Qualität neu gemastert und abgemischt.
Plattenlabel wie Rhino Records oder Legacy Recordings, das zu Sony Music Entertainment gehört, haben sich auf Wiederveröffentlichungen spezialisiert.
Im Print-Bereich wird das erneute Veröffentlichten einer schriftlichen Publikation Wiederabdruck genannt. Als Reprint werden digitale Reproduktionen genannt, wobei die Begriffe Nachdruck, Neudruck und Reprint nur ungenau voneinander abgegrenzt sind.